# Mittlere Korpuskuläre Hämoglobinkonzentration
Die mittlere korpuskuläre Hämoglobinkonzentration (engl. mean corpuscular/cellular hemoglobin concentration, MCHC) bezeichnet die mittlere Hämoglobinkonzentration des Hämatokrits (der Erythrozytenmasse). Beim Gesunden liegt dieser Wert zwischen 33 und 36 Gramm pro Deziliter. Er lässt sich wie folgt berechnen:
{\displaystyle MCHC\ (\mathrm {g/dl} )={\frac {{\text{Hämoglobin}}\ (\mathrm {g/dl} )\cdot 100}{{\text{Hämatokrit}}\ ({\text{Vol}}\%)}}}
Die MCHC bleibt bei Veränderungen des Blutbildes oft normal, während sich MCV und MCH weitgehend gleichsinnig verändern.
Eine Erhöhung der MCHC kann auf hochtitrige Kälteagglutinine hindeuten. Eine Erhöhung bei normalem MCH kann auf eine hereditäre Sphärozytose hindeuten. Eine Verminderung kann mit Eisen- und Pyridoxin-Mangel, Thalassämie, sideroachrestischer Anämie u. a. einhergehen.